# 修女圣三堂
修女圣三堂（Santissima Trinità delle Monache）是意大利南部那不勒斯市中心的一座大型建筑群，包括原修道院和教堂，现在是一个军医院。它位于城市的西班牙区。

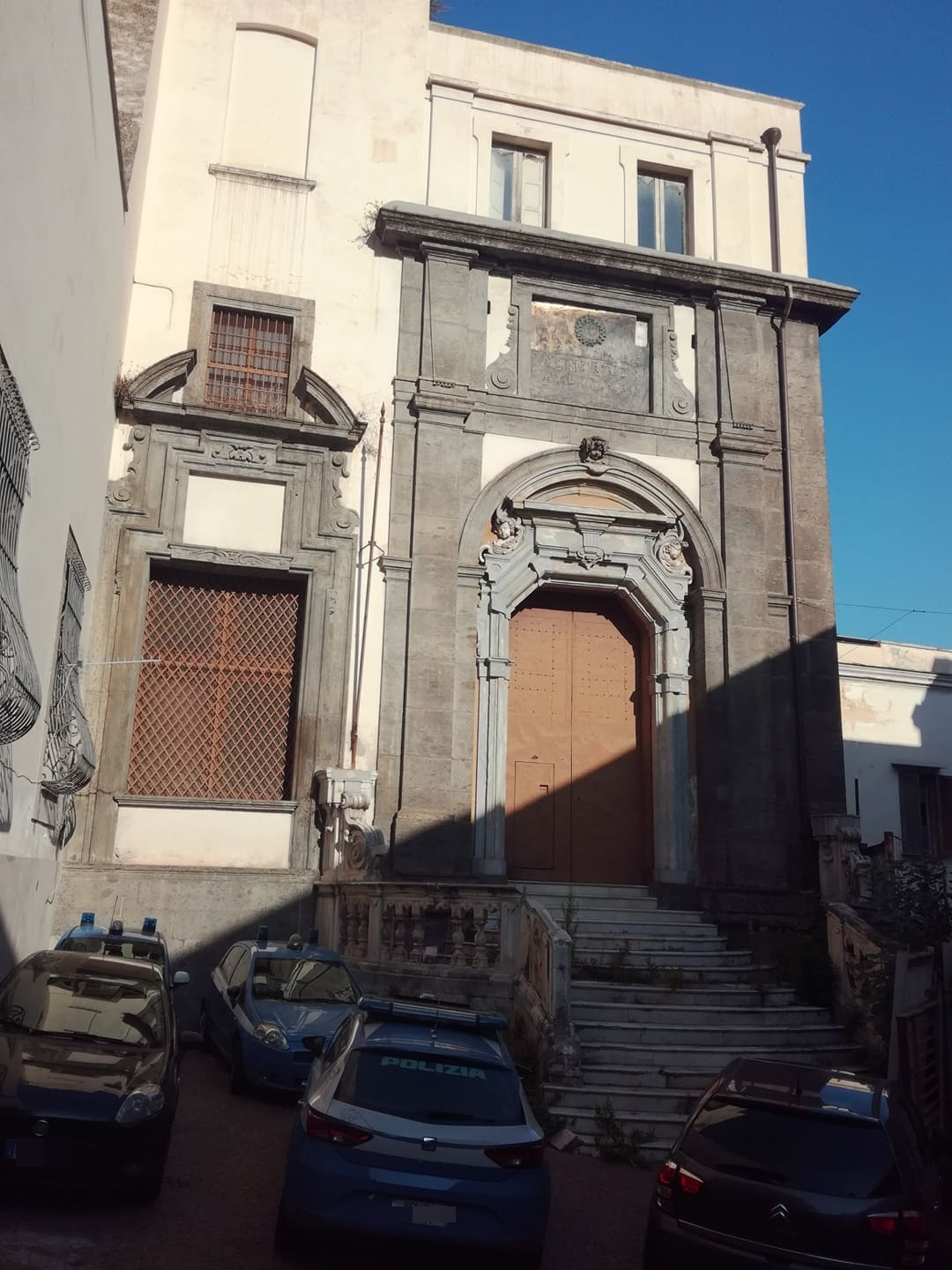
立面

## 历史
修道院和教堂由贵族妇女维多利亚·德·西尔维亚创建于17世纪初。她在最后一刻拒绝嫁给比卡里伯爵埃米利奥·卡拉乔洛，进入修道院。她最初去了圣热罗尼莫修道院（San Girolamo a Mezzocannone），但不久希望离开，于是建立了这个修道院，在七苦圣母堂（Santa Maria Ognibene ai Sette Dolori）附近。修道院附设上智之座圣母堂（Santa Maria della Sapienza）和修女圣若翰洗者堂（San Giovanni Battista delle Monache）。
建筑群的建造始于1608年，
40°50′44″N 14°14′42″E / 40.845523°N 14.245091°E